# Kuroda Nagamichi

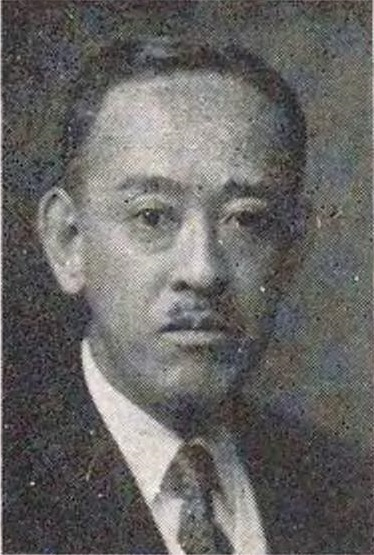
Kuroda Nagamichi (1940)

Kuroda Nagamichi (jap. 黒田 長礼; * 24. November 1889 in Tokio; † 16. April 1978) war ein japanischer Ornithologe.
Kuroda ist ein Nachfahre der Daimyōs des Lehens Fukuoka, der im Jahre 1600 von Kuroda Nagamasa begründet wurde. Er zeigte schon in seiner Kindheit Interesse an der Vogelbeobachtung. Auf dem Anwesen seiner Familie befand sich ein großer Ententeich, wo sich jährlich tausende Wildenten versammelten.
Kuroda wurde zunächst an der Gakushūin-Universität ausgebildet und während seines Zoologie-Studiums an der Kaiserlichen Universität Tokyo (heute Universität Tokyo) besuchte er 1916 Korea, wo er eines der letzten Exemplare der heute vermutlich ausgestorbenen Schopfkasarka sammelte. 1917 verfasste er die wissenschaftliche Erstbeschreibung über die Art. In der Folgezeit unternahm Kuroda zahlreiche Reisen zu den Ogasawara-Inseln, Daitō-Inseln und den Ryūkyū-Inseln und erforschte dort die Vogelwelt. Über seine Forschungsarbeit auf Ryūkyū schrieb er 1924 seine Doktorarbeit. Nach dem Tod seines Vaters im Jahre 1939 erbte er den Familiensitz und erhielt den Adelstitel eines Kōshaku. Von 1947 bis 1963 war Kuroda Präsident der Japanischen Ornithologischen Gesellschaft.
Kuroda war einer der herausragendsten Ornithologen Japans im 20. Jahrhundert. Er schrieb zahlreiche wissenschaftliche Artikel über Säugetiere und Vögel in renommierten internationalen Journalen wie dem Bulletin of the British Ornithologists' Club. Zu Kurodas Standardwerken zählen Birds of the Island of Java (2 Bände, 1933–36), Passeres (1933) und Parrots of the World in Life Colours (1975).
Nagamichi Kurodas Sohn Nagahisa (1916–2009) war ebenfalls ein bekannter Ornithologe.